# Phare de Broadwater Beach Marina
Le phare de Broadwater Beach Marina  est un phare privé situé à environ 6 km à l'ouest de l'historique phare de Biloxi, près de Beauvoir, dans le comté de Harrison au Mississippi.

## Histoire
Ce phare, mis en service en 1965, faisait partie du President Casino Broadwater Resort (en), qui a été détruit par l'ouragan Katrina. Le phare a survécu à l'ouragan, mais le port de plaisance qu'il marquait a complètement disparu. Le phare est apparemment actif.
La propriété appartient maintenant à une société de développement qui a l'intention de la réaménager pour en faire un lieu de villégiature.

## Description
Le phare est une tour cylindrique de 20 m, avec galerie et structure à lanterne ouverte. La tour en béton est totalement blanche. Il émet, à une hauteur focale de 30 m, un éclat blanc par période de 5 secondes. Sa portée n'est pas connue.
Identifiant : ARLHS : USA-1240 ; USCG : 4-9750 - Admiralty : J ?.

### Lien connexe
- Liste des phares du Mississippi